# Poliana laucheana
Poliana laucheana är en fjärilsart som beskrevs av Druce 1882. Poliana laucheana ingår i släktet Poliana och familjen svärmare. Inga underarter finns listade i Catalogue of Life.